# Entente FC de Dosso
L'Entente FC de Dosso és un club de futbol nigerí amb la seu a Dosso. Juga a l'Estadi de Dosso.